# Milena Petrović Njegoš
Milena Petrović (Čevo, Crna Gora, 22. travanj 1847. – Cap d'Antibes, Francuska, 16. ožujka 1923.), Kraljica Crne Gore, supruga kralja Nikole I. Petrovića.
Udala se Milena za kneza Nikolu 8. studenoga 1860. sa svega 13 godina (za njega je bila zaručena kao šestogodišnja djevojčica) a svadba se zbila nakon što je Nikola nenadano stupio na crnogorsko kneževsko prijestolje 1860. godine.
Brak je bio stvar dogovora Nikolinoga oca, velikog vojvode Mirka Petrovića i Mileninog oca, glasovitoga čevskog vojvode Petra Vukotića.
Nakon smrti Nikoline (u emigraciji, Cap d'Antibes, 1. ožujak 1921.) Milena je do svoje smrti bila namjesnica, te u tom svojstvu nominalno i posljednji vladar crnogorske kraljevine.
Prvo je dijete Milena rodila s nepunih 18, a posljednje s 42 godine.
Kraljevski par Nikola i Milena imali su 12 djece no stjecajem povijesnih okolnosti nitko nije bio u prilici naslijediti ih na prijestolu Crne Gore.
Prinčevi
- Princ Danilo Petrović  (1871. – 1939.)
- Princ Mirko Petrović   (1879. – 1918.)
- Princ Petar Petrović    (1899. – 1932.)

Princeze
- Kneginja Zorka Karađorđević (1864. – 1890.)
- Velika kneginja Milica od Rusije (1866. – 1951.)
- Princeza Stana Romanovski, vojvotkinja od Leuchtenberga, velika kneginja od Rusije (1867. – 1935.)
- Kneginja Marija Petrović nije se udavala (1869. – 1885.)
- Kraljica Jelena Savojska (1872. – 1952.)
- Princeza Ana od Battenberga (1874. – 1971.)
- Kneginja Sofija Petrović (1876., umrla iste godine)
- Kneginja Ksenija Petrović nije se udavala (1881. – 1960.)
- Kneginja Vjera Petrović nije se udavala (1887. – 1927.)

## Odlikovanja

### Strana
- Red Elizabete (Austrija)
- Red Svete Izabele (Portugal)
- Šefakat (Turska)
- Red Svete Katarine (Rusija)

## Vanjske poveznice
Crnogorska enciklopedija[neaktivna poveznica]